# Doppio Quintetto Vocale
Il Doppio Quintetto Vocale era un gruppo vocale italiano.

## Storia del gruppo
Come si intuisce dal nome, esso era composto da cinque uomini e cinque donne.
Ha lavorato in radio nella prima metà degli anni cinquanta con l'Orchestra di Cinico Angelini, partecipando al Festival di Sanremo 1953, accompagnando alternativamente Nilla Pizzi e Gino Latilla nell'esecuzione di cinque brani, tra cui Campanaro  e Vecchio scarpone, tutti ammessi alla finale.